# Filippindrongo
Filippindrongo (Dicrurus balicassius) är en fågel i familjen drongor inom ordningen tättingar.

## Utseende och läte
Filippindrongon är en medelstor fågel med lång stjärt som vidgar sig mot spetsen. Fjäderdräkten är vanligen helsvart med glansigt blå ovansida och streck på huvud och hals. Fåglar i centrala Filippinerna har dock vit buk. Arten liknar filippindrongogöken, men är större, med tjockare näbb och karakteristiskt utseende på stjärten. Sången består av en komplex blandning av raspiga grälande ljud och ljudliga visslingar.

## Utbredning och systematik
Filippindrongo delas in i tre underarter:
- Dicrurus balicassius abraensis – förekommer i norra Filippinerna (norra Luzon)
- Dicrurus balicassius balicassius – förekommer i centrala och södra Luzon, Lubang, Marinduque, Mindoro och Polillo
- Dicrurus balicassius mirabilis – förekommer i Filippinerna (Panay, Cebu, Negros, Guimaras, Ticao, Masbate)

## Status och hot
Arten har ett stort utbredningsområde, men tros minska i antal, dock inte tillräckligt kraftigt för att den ska betraktas som hotad. Internationella naturvårdsunionen IUCN listar arten som livskraftig (LC).